# Guthrie Govan
Guthrie Govan (Chelmsford, 27 december 1971) is een Britse gitarist.
Govan is vooral bekend van zijn werk met bands als Asia (2001-2006), The Aristocrats, GPS en The Fellowship, nam hij in 2006 zijn debuut soloalbum Erotic Cakes op. Hij heeft samengewerkt met het Engelse tijdschrift Guitar Techniques en is de winnaar van de prijs "Gitarist van het Jaar", die is ingesteld door het tijdschrift Guitarist in 1993.

## Biografie en carrière
Guthrie Govan begon op driejarige leeftijd met gitaar spelen, aangemoedigd door zijn vader. Op negenjarige leeftijd speelt hij met zijn broer in het programma 'Ace Reports' van de Londense zender Thames Television.
Rond 1991, althans volgens zijn eigen reconstructie, stuurt Guthrie demo's van zijn werk naar Mike Varney van Shrapnel Records. Varney is onder de indruk en biedt hem een baan aan, maar uiteindelijk weigert Govan. In dit verband legde hij onlangs uit: "Wat ik echt wilde weten, was of ik goed genoeg was. Ik was een beetje op mijn hoede voor de shred-beweging".
In 1993 won hij de "Gitarist van het Jaar"-prijs van het tijdschrift Guitarist met zijn instrumentale stuk Wonderful Slippery Thing (nummer op zijn solo-album). De demo van het nummer leverde hem een plaats op in de finale die plaatsvond met een liveshow, die hij vervolgens won. Vervolgens diende hij een eigen transcriptie van een stuk van Shawn Lane in het tijdschrift Guitar Techniques, en dit stelde hem in staat een positie te krijgen als medewerker aan het tijdschrift, waarmee hij zijn verblijf in een fastfoodrestaurant beëindigde.

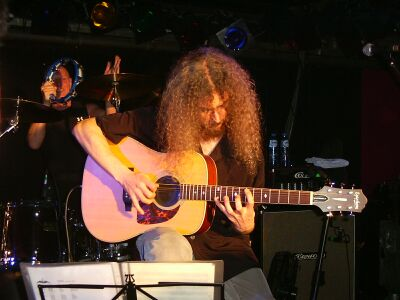
Govan live in Haarlem, met Asia in 2005.

Hij begint zijn samenwerking met Asia door deel te nemen aan de opname van het album Aura en gaat vervolgens verder met het album Silent Nation uit 2004. In 2006 vertrekt de toetsenist van Asia, Geoff Downes, om een eerdere formatie van hetzelfde Asia te hervormen; Govan en de andere twee bandleden, John Payne en Jay Schellen, creëerden vervolgens de GPS (van de initialen van hun achternamen).
In 2011 richtte hij samen met Marco Minnemann en Bryan Beller de rockfusiongroep The Aristocrats op waar hij nog steeds deel van uitmaakt.
Sinds 2013 werkt hij samen met Steven Wilson.

## Invloeden en techniek
Vroege muzikale invloeden voor Govan waren Jimi Hendrix en Eric Clapton uit het Cream-tijdperk; omschrijft zichzelf als iemand met een 'bluesrockachtergrond'. Guthrie noemt Steve Vai's verbeeldingskracht (evenals Frank Zappa) en o.a.  Yngwie Malmsteen als zijn invloeden. Ook jazz- en fusion-elementen vormen een belangrijk onderdeel van deze bekende stijl van spelen wat voortvloeide uit o.a. Alan Holsworth, Van Halen, Steve Vai, John Petrucci.
Hij maakt gebruik van het bekende scala aan technieken van zijn voorbeelden gemengd met jazz, rock en blues. Govan maakt handig gebruik van de nieuwste media en werkt veel samen met andere muzikanten waarmee hij meer naamsbekendheid genereert.

## Apparatuur
Govan gebruikte voornamelijk Suhr-gitaren: het Guthrie Govan Signature Model, drie standaard custom, een 24-frets model. Hij heeft in het verleden Cornford-versterkers gebruikt: in de liner notes van Erotic Cakes beweert hij een RK100, een MK50 en een Hellcat te hebben gebruikt. Op de Italiaanse en Europese tournees van 2010 en 2011 gebruikte hij Brunetti-versterkers (CustomWork Mercury 50), ter vervanging van de Cornfords, die toen niet meer in productie waren.
In oktober (2012) werd hij officieel aangeworven door het gitaarmerk Charvel, dat in 2014 zijn nieuwe signature-model op de markt lanceerde. Wat versterking betreft, gebruikt het al enkele jaren en nog steeds (2018) Victory-koppen (spin-off van het merk Cornford).

## Discografie

### Solo-albums
- Erotic Cakes (2006)

### JTC backing tracks album
- West Coast Grooves (2013)

### Met Asia
- Aura (2001)
- America: Live in the USA (2003, 2CD & DVD)
- Silent Nation (2004)

### Met The Aristocrats

#### Studioalbums
- The Aristocrats (2011)
- Culture Clash (2013)
- Tres Caballeros (2015)
- You Know What...? (2019)
- The Aristocrats With Primuz Chamber Orchestra (2022)
- Duck (2024)

#### Livealbums
- Boing, We'll Do It Live! (2012)
- Culture Clash Live! (2015)
- Secret Show: Live in Osaka (2015)
- FREEZE! Live In Europe 2020 (2021)

### Met Steven Wilson
- The Raven That Refused to Sing (2013)
- Hand. Cannot. Erase. (2015)
- 4½ (2016)

### Met GPS
- Window to the Soul (2006)
- Live In Japan (2006)

### Samenwerkingen en gastsolo's
- Periphery – Periphery II: This Time It's Personal (gitaar solo op "Have a Blast") (2012)
- Diverse artiesten – Jason Becker's Not Dead Yet! (Live in Haarlem) (2012)
- Marco Minnemann – Symbolic Fox (2012)
- Docker's Guild - The Mystic Technocracy – Season 1: The Age of Ignorance (2012)
- Richard Hallebeek – Richard Hallebeek Project II: Pain in the Jazz, (2013), Richie Rich Music
- Mattias Eklundh – Freak Guitar: The Smorgasbord (2013), Favored Nations
- Nick Johnston – In a Locked Room on the Moon (2013)
- Nick Johnston – Atomic Mind - (Gast-solo op het nummer "Silver Tongued Devil") (2014)
- Lee Ritenour – 6 String Theory (2010), Fives, met Tal Wilkenfeld
- Jordan Rudess – Explorations (gitaar-solo on "Screaming Head") (2014)
- Dewa Budjana - Zentuary (2016) - (Gast-solo op het nummer "Suniakala")
- Ayreon - The Source (2017)
- Nad Sylvan - The Bride Said No (gitaar solo op "What have you done") (2017)
- Jason Becker – Triumphant Hearts (gitaar solo op  "River of Longing") (2018)
- Jordan Rudess – Wired for Madne (gitaar solo op  "Off the Ground") (2019)
- Yiorgos Fakanas Group - The Nest .. Live in Athens (gitaar) (2019)
- Bryan Beller - Scenes From The Flood (gitaar op het nummer Sweet Water) (2019)
- DarWin - A Frozen War (Solos op 'Nightmare Of My Dreams' & 'Eternal Life') (2020)
- Anywheredoor - Observables (Alle gitaren op 'Too Phart Gone') (2021)

### Soundtracks
- The Boss Baby - Hans Zimmer - Gitaar, Banjo, Koto (2017)
- X-Men: Dark Phoenix - Hans Zimmer - Gitaren (2019)
- The Lion King 2019 - Hans Zimmer - Gitaren (2019)
- Xperiments from Dark Phoenix - Hans Zimmer - Gitaren (2019)
- The Boss Baby: Family Business - Hans Zimmer - Gitaren  (2021)
- Dune - Hans Zimmer - Gitaren (2021)
- Army of Thieves - Hans Zimmer - Gitaren (2021)
- Dune: Part Two - Hans Zimmer - Gitaren (2024)